# Valdemar Rautio
Valdemar Rautio   (Vaasa, 4 de gener de 1921 - Nurmijärvi, 5 de setembre de 1973) fou un atleta finlandès, especialista en el triple salt, que va competir durant les dècades de 1940 i 1950.
El 1948 va prendre part en els Jocs Olímpics d'Estiu de Londres, on fou sisè en la prova del triple salt del programa d'atletisme. Quatre anys més tard, als Jocs de Hèlsinki, quedà eliminat en la qualificació de la mateixa prova.
En el seu palmarès destaquen dues medalles en la prova del triple salt del Campionat d'Europa d'atletisme. D'or el 1946, per davant els suecs Bertil Johnsson i Arne Åhman, i de plata el 1950, rere el soviètic Leonid Shcherbakov. Guanyà els campionats nacionals de triple salt de 1944, 1946, 1947 i 1950.

## Millors marques
- Salt de llargada. 7,19 metres (1945)
- Triple salt. 15,17 metres (1946)[4]